# Славко Чулић
Славко Чулић (Гламоч, 5. октобар 1958 — Београд, 12. октобар 2016) био је официр, пуковник Војске Републике Српске и учесник рата у Хрватској (1991—1992) и рата у Босни и Херцеговини (1992—1995).

## Биографија
Славко (Миле) Чулић је рођен 5. октобра 1958. године у селу Главице, општина Гламоч. Име оца Миле, који је убијен 1973. године од стране усташке организације, остатака бугојанске групе, која је 1972. године упала на територију СФРЈ. Мајка му се звала Мика, а умрла је природном смрћу 1984. године. Славко је имао још једног брата и три сестре.
Основну школу је завршио у родном Гламочу. После основне школе уписује средњу војну школу у Пазарићу — смер пешадија — 22. класа.
После завршене средње школе у трајању од 1973. до 1977. године уписује војну академију у Београду — смер пешадија — 33. класа.
У ЈНА је службовао у следећим местима: Београд, Бриони, Лошињ, Пула и Никшић.
По избијању сукоба на простору Хрватске и Херцеговине 1991. године и почетком 1992. учествује у ратном сукобу као командант батаљона у 139. моторизованој бригади ЈНА, која је пребегла из Пуле у Никшић.

## Војна каријера у ВРС
По избијању сукобу на територијама у Босни и Херцеговини, где живео већински српски живаљ, па је тако 12. маја 1992. године формирана Војска Републике Српске.
Славко Чулић добија прекоманду из Никшића у Шипово где је постављен за команданта 1. шиповачке лаке пјешадијске бригаде, која је била у саставу 30. лаке пјешадијске дивизије. У току рата је више пута похваљиван и највећим оценама од стране ГШ ВРС па је тако:
- наредбом команданта ГШ ВРС генерала Ратка Младића, број 2-197 од 16. новембра 1992. године унапређен у чин пешадијског мајора.
- наредбом команданта ГШ ВРС генерала Ратка Младића, број 6-2236 од 5. јула 1994. године унапређен у чин пешадијског потпуковника.

У току рата је обављао и друге дужности у ВРС као што су:
- начелник рода пешадије у 30. лакој пјешадијској дивизији
- командант „БГ ЈАЊ” (ранг бригаде)

После потписивања примирја у Дејтону и реорганизацијом ВРС, Славко Чулић је постављен за команданта 113. пешадијске бригаде са седиштем у Мркоњић Граду. у 113. пешадијску бригаду ушле су четири ратне јединице и то:
- 1. шиповачка лака пјешадијска бригада,
- 11. мркоњићка лака пешадијска бригада,
- 17. кључка лака пјешадијска бригада,
- 7. купрешка моторизована бригада.

- У чин пешадијског пуковника унапређен је 12. маја 1998. године на дан Војске Републике Српске.

На дужности команданта 113. пешадијске бригаде ВРС остаје до 13. октобра 2003. године кад је пензионисан указом о пензионисању на служби у Мркоњић Граду.
Био је настањен са породицом у Београду. Преминуо је 2016. у Београду, а сахрањен уз војне почасти у родним Главицама, општина Гламоч.